# Puskás Akadémia Football Club
El Puskás Akadémia Football Club (en español: Academia de Fútbol Puskás Ferenc), más conocido como Puskás Akadémia o por su acrónimo PFLA, es un club de fútbol húngaro de la ciudad de Felcsút, fundado en 2005 como equipo juvenil del Videoton FC. El equipo disputa sus partidos como local en el estadio Pancho Arena y juega en la OTP Bank Liga, la primera división húngara tras lograr el ascenso por primera vez en su historia en 2013.

## Historia
El club fue fundado en 2005 como academia de juveniles del Videoton FC y como homenaje al mejor futbolista húngaro de todos los tiempos, Ferenc Puskás.
La Copa Puskás, oficialmente Puskás Suzuki Kupa, es una competición fundada y promovida por Ferenc Puskás Akadémia en Felcsút desde 2008. El objetivo de los fundadores era el establecimiento de un torneo de clubes que otorgase la oportunidad de competir a jóvenes futbolistas con talento y ofrecer un monumento apropiado a Ferenc Puskás. Los participantes en este torneo son los equipos juveniles de equipos relacionados con Puskás, como el Honvéd y el Real Madrid.
El 1 de junio de 2012, Ádám Gyurcsó, exfutbolista del Puskás Akadémia, debutó con la selección nacional de Hungría cuando entró desde el banquillo contra la República Checa en el minuto 65 y anotó el gol del triunfo.
En la temporada 2012–13 el club logró el ascenso a la NBI por primera vez en su historia al proclamarse campeón del grupo oeste de la NBII.

## Palmarés
- NB2: 1

2016/17

## Participación en competiciones de la UEFA
| Temporada | Torneo                             | Ronda              | Club                 | Casa       | Visita | Global      |
| --------- | ---------------------------------- | ------------------ | -------------------- | ---------- | ------ | ----------- |
| 2020-21   | Liga Europa de la UEFA             | 1.ª clasificatoria | Hammarby             | –          | 0–3    | 0–3         |
| 2021-22   | Liga Europa Conferencia de la UEFA | 1.ª clasificatoria | Inter Turku          | 2–0        | 1–1    | 3–1         |
| 2021-22   | Liga Europa Conferencia de la UEFA | 2.ª clasificatoria | RFS                  | 0–2        | 0–3    | 0–5         |
| 2022-23   | Liga Europa Conferencia de la UEFA | 2.ª clasificatoria | Vitória de Guimarães | 0-0        | 0-3    | 0-3         |
| 2024-25   | Liga Europa Conferencia de la UEFA | 2.ª clasificatoria | Dnipro-1             | 3-0        | 3-0    | 6-0         |
| 2024-25   | Liga Europa Conferencia de la UEFA | 3.ª clasificatoria | Ararat-Armenia       | 3-3        | 1-0    | 4-3         |
| 2024-25   | Liga Europa Conferencia de la UEFA | Playoff            | Fiorentina           | 1-1 (t.e.) | 3-3    | 4-4 (4-5 p) |
| 2025-26   | Liga Europa Conferencia de la UEFA | 2.ª clasificatoria | Aris Limassol        | 0–2        | 2–3    | 2–5         |